# Гроново-Ельбльонське
Гроново-Ельбльонське (пол. Gronowo Elbląskie, нім. Grunau) — село в Польщі, у гміні Гроново-Ельблонзьке Ельблонзького повіту Вармінсько-Мазурського воєводства.
Населення — 1610 осіб (2011).
У 1975-1998 роках село належало до Ельблонзького воєводства.

## Демографія
Демографічна структура станом на 31 березня 2011 року:
|          | Загалом | Допрацездатний вік | Працездатний вік | Постпрацездатний вік |
| -------- | ------- | ------------------ | ---------------- | -------------------- |
| Чоловіки | 761     | 158                | 559              | 44                   |
| Жінки    | 849     | 160                | 535              | 154                  |
| Разом    | 1610    | 318                | 1094             | 198                  |